# New Jersey Nets 1982-1983
La stagione 1982-83 dei New Jersey Nets fu la 7ª nella NBA per la franchigia.
I New Jersey Nets arrivarono terzi nella Atlantic Division della Eastern Conference con un record di 49-33. Nei play-off persero al primo turno con i New York Knicks (2-0)

## Roster
| N° | Naz.                   | Ruolo | Sportivo               | Anno | Alt. | Peso |
| -- | ---------------------- | ----- | ---------------------- | ---- | ---- | ---- |
| 1  | Stati Uniti (bandiera) | G     | Phil Ford              | 1956 | 188  | 79   |
| 10 | Stati Uniti (bandiera) | G     | Otis Birdsong          | 1955 | 191  | 86   |
| 12 | Stati Uniti (bandiera) | G     | Darwin Cook            | 1958 | 191  | 83   |
| 14 | Stati Uniti (bandiera) | G     | Foots Walker           | 1951 | 183  | 78   |
| 20 | Stati Uniti (bandiera) | GA    | Micheal Ray Richardson | 1955 | 196  | 86   |
| 21 | Stati Uniti (bandiera) | G     | Sleepy Floyd           | 1960 | 191  | 77   |
| 22 | Stati Uniti (bandiera) | GA    | Jan van Breda Kolff    | 1951 | 201  | 88   |
| 31 | Stati Uniti (bandiera) | GA    | Mike O'Koren           | 1958 | 201  | 94   |
| 33 | Stati Uniti (bandiera) | AC    | James Bailey           | 1957 | 206  | 100  |
| 34 | Stati Uniti (bandiera) | AC    | Bill Willoughby        | 1957 | 203  | 93   |
| 42 | Stati Uniti (bandiera) | C     | Mike Gminski           | 1959 | 211  | 113  |
| 43 | Stati Uniti (bandiera) | A     | Mickey Johnson         | 1952 | 208  | 86   |
| 44 | Stati Uniti (bandiera) | AC    | Len Elmore             | 1952 | 206  | 100  |
| 51 | Stati Uniti (bandiera) | A     | Eddie Phillips         | 1961 | 201  | 102  |
| 52 | Stati Uniti (bandiera) | AC    | Buck Williams          | 1960 | 203  | 98   |
| 53 | Stati Uniti (bandiera) | C     | Darryl Dawkins         | 1957 | 211  | 114  |
| 55 | Stati Uniti (bandiera) | GA    | Albert King            | 1959 | 198  | 86   |

## Staff tecnico
- Allenatori: Larry Brown (47-29) (fino al 7 aprile)[1], Bill Blair (2-4)
- Vice-allenatori: Bill Blair (fino al 7 aprile), Mike Schuler